# Le vie del peccato
Le vie del peccato è un film del 1946 diretto da Giorgio Pàstina.
Il soggetto è tratto dalla novella Dramma di Grazia Deledda.

## Trama
Nuoro, primo Novecento. Un giovane lavoratore, dopo aver ucciso un notabile del paese che insidiava l'onore della sposa Ilaria, sconta dodici anni di carcere con la certezza di essere atteso e riamato. Ma quando già si avvicina la fine della lunga pena, Ilaria si perde e si concede all'elegante e vanesio Don Roberto, genero del notabile ucciso dal marito, che però ben presto si stanca di lei e la abbandona. La sventurata Ilaria si suicida, proprio il giorno in cui il marito esce dal carcere.

## Produzione
Il film, ascrivibile al filone dei melodrammi sentimentali strappalacrime (molto in voga tra il pubblico in Italia negli anni del secondo dopoguerra, poi in seguito ribattezzato dalla critica come neorealismo d'appendice) è stato girato per gli interni negli studi romani della Titanus e per gli esterni a Nuoro e nei suoi dintorni.

## Distribuzione
Il film venne distribuito nelle sale cinematografiche italiane il 19 ottobre del 1946.

## Accoglienza

### Critica
- "[...] Si divide nettamente in due parti: la prima, monotona e pesante, la seconda abbastanza oscena. Pur tralasciando il lato tecnico [...] ci si domanda perché tendere in modo così esplicito alla pornografia [...]. Pàstina si sarà certamente detto: "in questo film c'è qualcosa da vedere: il seno di J. Laurent" [...]. La recitazione, salvo quella di Checchi, lascia a desiderare (...)". (L. Stacchetti, Hollywood, n. 49 del 1946).